# Menno ter Braak
Menno Ter Braak (Eibergen, 26 gennaio 1902 – L'Aia, 14 maggio 1940) è stato uno scrittore olandese.

## Biografia
Ter Braak nacque ad Eibergen e dopo aver seguito gli studi primari nella sua città, si trasferì ad Amsterdam per frequentare l'Università, dove si laureò nel 1928 in Storia e Lettere, con una tesi riguardante Kaiser Otto III. Ideal und Praxis im fruhen Mittelalter ("L'imperatore Ottone III. Ideale e pratica nell'alto Medio Evo"), nella quale indagò sulle relazioni fra le passioni religiose e le carriere politiche, prendendo come riferimento alcuni importanti personaggi storici.
Durante il periodo universitario diede il proprio contributo alla rivista Propria Cures e si dedicò a studi pionieristici sulla cinematografia, fondando l'organizzazione Filmliga (Movie League).
Dopo la laurea iniziò la sua carriera di insegnante che lo porterà in numerose scuole secondarie.
Nel 1929 espresse la sua insoddisfazione nei confronti delle metodologie e dei criteri della scienza storica, alle quali imputò la sottovalutazione dell'elemento artistico.
L'anno seguente propose, con il suo saggio Het Carnaval der Burgers ("Il carnevale dei borghesi"), una critica alla morale borghese, alla quale contrappose l'espressività profonda dei poeti in grado di smascherare le distorsioni della società.
Con Afscheid van Domineesland ("Addio al paese dei predicatori"), pubblicato nel 1931, Braak ammise il suo allontanamento dal provincialismo, mentre l'anno successivo, il suo saggio Démasqué der Schoonheid ("Smascheramento della bellezza"), preannunciò il suo modello ideale di critica letteraria, basato sulla inventiva e sulla intelligenza.
Sempre durante l'anno 1932 Braak, insieme a Edgar du Perron, fondò la rivista letteraria Forum che divenne in breve tempo una delle più importanti in lingua olandese tra quelle contemporanee.
L'anno seguente, collaborando con il giornale liberale Het Vaderland, manifestò le sue preoccupazioni nei confronti del Nazismo e promosse invece una cultura transnazionale di ampio respiro europeo.
In Politicus zonder Partij ("Uomo politico senza partito") del 1934, indicò la via dell'arte come illuminante per diradare le nebbie della società e tre anni dopo in Van Oude en Nieuwe Christenen ("Su antichi e nuovi cristiani"), prese di mira le ideologie totalitarie. L'ultima sua fatica letteraria, De nieuwe Elite ("La nuova classe dirigente"), descrisse le caratteristiche necessarie per costruire un'etica dell'uomo onesto.
Dopo lo scoppio della seconda guerra mondiale cadde in una profonda depressione e subito dopo l'invasione tedesca dei Paesi Bassi, il 14 maggio 1940, Braak si suicidò utilizzando una forte dose di sedativi. Quello stesso giorno, l'amico Edgar du Perron moriva d'infarto. 
La sua influenza perdurò nel tempo e dagli anni cinquanta varie riviste, quali Libertinage e Tirade, ripresero gran parte del suo pensiero.

## Opere principali
- 1928 - Kaiser Otto III. Ideal und Praxis im frühen Mittelalter (Ph.D. dissertazione) ("L'imperatore Ottone III. Ideale e pratica nell'alto Medio Evo")
- 1929 - Cinema militans (saggio)
- 1930 - Het carnaval der burgers. Een gelijkenis in gelijkenissen (saggio) ("Il carnevale dei borghesi")
- 1931 - De absolute film (essay) ("Il film totale")
- 1931 - Afscheid van domineesland (essay) ("Addio al paese dei predicatori")
- 1931 - Hampton Court (novel)
- 1931 - Man tegen man (essay) ("Uomo a uomo")
- 1932 - Démasqué der schoonheid (essay) ("Démasqué di bellezza")
- 1932-1935 - Forum Maandschrift voor letteren en kunst (magazine)
- 1933 - Dr. Dumay verliest... (novel) ("Dr. Dumay Loses")
- 1934 - Politicus zonder partij (essay) ("Politici senza partito")
- 1935 - De pantserkrant. Een tragicomedie van wapens, schrijfmachines en idealen. Gevolgd door een bief aan een vijandin van het tooneel (commedia) ("Il giornale del fronte; una tragicommedia dell'Esercito, Slogan e Ideali, seguiti da una lettera al nemico del Teatro")
- 1935 - Het tweede gezicht (saggio) ("La seconda faccia")
- 1937 - Douwes Dekker en Multatuli (saggio) ("Douwes Dekker e Multatuli")
- 1937 - Van oude en nieuwe Christenen (saggio), tr. it.: La democrazia di nessuno ossia del cristianesimo paradossale nell'Europa moderna, Edizioni di Uomo, Milano, 1945
- 1937 - Het Christendom. Twee getuigenissen in polemische vorm (saggio) ("Cristianità, due testimoni in polemica tra loro")
- 1937 - Het nationaal-socialisme als rancuneleer (saggio). Tr. it.: Il nazionalsocialismo come dottrina del rancore, a cura di Gerrit Van Oord, Apeiron Editori, Sant'Oreste, 2019. ISBN 9788885978911
- 1938 - In gesprek met de vorigen (saggio) ("Discutendo sui predecessori")
- 1938 - Mephistophelisch (saggio) ("Mefistofele")
- 1939 - De nieuwe elite (saggio) ("La nuova Elite")
- 1943 - De duivelskunstenaar. Een studie over S. Vestdijk (saggio) ("Il demonio dell'artista, uno studio su S. Vestdijk")
- 1945 - Over waardigheid en macht. Politiek-cultureele kroniek (saggio) ("Su verità e dignità. Una cronica politica-culturale")
- 1945 - Journaal 1939 (diario) ("Giornale 1939")
- 1946 - In gesprek met de onzen (saggio) ("Trattando di se stessi")